# Val-de-Comporté
Val-de-Comporté is een fusiegemeente (commune nouvelle) in het Franse departement Vienne in de regio Nouvelle-Aquitaine. De plaats maakt deel uit van het srrondissement Montmorillon. Val-de-Comporté is op 1 januari 2024 ontstaan door de fusie van de gemeenten Saint-Macoux en Saint-Saviol.

## Verkeer en vervoer
In de gemeente ligt spoorwegstation Saint-Saviol.